# Louis Köhler
Christian Louis Heinrich Köhler (5 de septiembre de 1820 - 16 de febrero de 1886) fue un compositor alemán, director de orquesta y maestro de piano. Köhler nació en Braunschweig, Baja Sajonia, Alemania,  y estudió piano en Viena con Carl Maria von Bocklet, Simon Sechter e Ignaz von Seyfried. Como director, trabajó en Marienburg y Elbing. En 1847 se estableció en Königsberg, concentrándose en la enseñanza del piano y en la escritura. Entre sus alumnos estuvieron Adolf Jensen y Hermann Goetz. Trabajó como crítico para el Hartungsche Zeitung entre 1849 y 1886, y colaboró con Signale desde 1844 hasta 1886. Sus obras fueron bien conocidas por Liszt y Wagner. Köhler propuso también la formación del Allgemeiner Deutscher Musikverein, en el que Liszt participó.
Compuso tres óperas y un ballet, y escribió libros para estudio musical. También fue autor de trabajos educacionales para piano.  Murió en Königsberg en 1886.

## Obras selectas
- Die Melodie der Sprache (Leipzig, 1853)
- Systematische Lehrmethode für Klavierspiel und Musik (Leipzig, 1857–8, 3/1888)
- Die Gebrüder Müller und das Streichquartett (Leipzig, 1858)
- Führer durch den Clavierunterricht (Leipzig, 1859, 9/1894)
- Der Clavierunterricht: Studien, Erfahrungen und Ratschläge (Leipzig, 1860, 6/1905)
- Leicht fassliche Harmonie- und Generalbass-Lehre (Königsberg, 1861, 3/1880)
- Gesangs-Führer (Leipzig, 1863)
- Die neue Richtung in der Musik (Leipzig, 1864)
- Einige Betrachtungen über Sonst und Jetzt (Leipzig, 1867)
- Johannes Brahms und seine Stellung in der neueren Musikgeschichte (Hanover, 1880)
- Allgemeine Musiklehre (Leipzig, 1883)
- Katechismus der Harmonielehre (Stuttgart, 1888, 2/1892)